# Station Batutulis
Station Batutulis is een  spoorwegstation in Bogor in de Indonesische provincie West-Java.